# Secondigny
Secondigny – miejscowość i gmina we Francji, w regionie Nowa Akwitania, w departamencie Deux-Sèvres.
Według danych na rok 1990 gminę zamieszkiwało 1907 osób, a gęstość zaludnienia wynosiła 51 osób/km² (wśród 1467 gmin regionu Poitou-Charentes Secondigny plasuje się na 147. miejscu pod względem liczby ludności, natomiast pod względem powierzchni na miejscu 89.).